# Carlo Benfatti
Carlo Benfatti (Poggio Rusco, 15 marzo 1939) è uno storico, scrittore e giornalista italiano.

## Biografia
Dopo aver conseguita la laurea in materie letterarie nel 1973 presso l'Università di Padova, ha insegnato negli istituti superiori di Mantova per oltre un ventennio, collaborando nel frattempo con la Gazzetta di Mantova. Vive a Mantova, fa parte della presidenza dell'Anpi provinciale e del Direttivo dell'Istituto mantovano di storia contemporanea. Tuttora sta conducendo ricerche su episodi della guerra di liberazione accaduti nel Mantovano.

## Ricerche storiche
L'autore ha come suoi interessi d'indagine la storia e la cultura dell'Ottocento e del Novecento con particolare riferimento al Mantovano.
Per quanto riguarda la storia si occupa quasi esclusivamente del periodo della seconda guerra mondiale e della Resistenza, partecipando anche a convegni. 
Ha condotto e conduce tuttora ricerche presso l'Istituto mantovano di storia contemporanea. 
Ha partecipato ai seguenti convegni: 
- La Boje... ancora (Mantova, 29 novembre 1986); Atti pubblicati sul libro La Boje ... ancora, Gruppo di ricerca storica socialista, ed. Eurograf, Canneto sull'Oglio, Mantova, novembre 1987, contributo di C. Benfatti, La cultura orale dei contadini mantovani, pp. 41-51.
- Francesco Zanardi. Storia di un socialista dall'Ottocento alla Repubblica (Mantova, 5 ottobre 1991);[2]
- Mezzo secolo di storia mantovana 1945-1995, Università popolare di Mantova, anno accademico 1994-1995, Atti del Convegno, Mezzo secolo di storia mantovana 1945-1995, a cura di L. Lonardi, Franco Angeli, Milano 1998; contributo di C. Benfatti, I referendum in Italia e nel mantovano, pp. 183-262.
- La Congiura di Belfiore. Trasformazioni sociali e ideale nazionale alla metà dell'Ottocento (Mantova, 5-6 dicembre 2002);[3]
- Fonti per lo studio del fascismo e dell'antifascismo nel Mantovano,[4]
- Fascismo, Antifascismo e Resistenza nel Mantovano, Atti del convegno di studi (Mantova 22 aprile 2005);[5]
- Giornata di studi su Rinaldo Salvadori (Mantova 23 febbraio 2007); [6]
- Azioni significative della Guerra di Liberazione 1943-1945, 9 novembre 2007; Atti del convegno Azioni significative della Guerra di Liberazione 1943-1945, contributo di C. Benfatti, Breve storia dell'Operazione Herring, 20-23 aprile 1945, Firenze, Palazzo Vecchio, 9 novembre 2007, Roma 2008, pp. 56-81.
- Operazione Herring 20-23 aprile 1945, Contributo dei Paracadutisti Italiani per la Liberazione del nostro Territorio, contributo di C. Benfatti, L'operazione Herring nella sua totalità, Convegno al Castello Estense di Ferrara, 26 aprile 2008.
- L'ultimo lancio. Paracadutisti, Partigiani e Militari Alleati durante la Liberazione. L'operazione Herring nel Modenese, Accademia Militare di Modena, 23 aprile 2009; contributo di C. Benfatti, Luoghi e protagonisti dell'operazione nel Modenese, ne Il Reggimento Nembo e la Squadrone F nell'operazione Herring No 1, 20-23 aprile 1945 in Emilia e Lombardia, Edizioni Sometti, Mantova 2015, pp. 168-187.
- Don Primo Mazzolari un prete del suo tempo (Bozzolo, 24 ottobre 2009);[7]
- L'ultimo lancio. Paracadutisti, militari, resistenti, popolazione e partigiani durante la liberazione. L'Operazione Herring nel Mantovano (Mantova, 19 aprile 2010); Atti pubblicati nel libro di C. Benfatti, Il Reggimento Nembo e la Squadrone F nell'operazione Herring No 1, 20-23 aprile 1945 in Emilia e Lombardia, Edizioni Sometti, Mantova 2015, pp. 212-225.
- I Paracadutisti hanno servito e servono l'Italia senza se e senza ma, Convegno di Torino presso il Centro Congressi Regione Piemonte, 4 giugno 2011, contributo di C. Benfatti, Luoghi e protagonisti dell'Operazione Herring nel Modenese e nel Mantovano

## Pubblicazioni sul folklore
Si occupa poi di antropologia popolare, ossia dello studio delle cosiddette culture subalterne nella fattispecie quella contadina. Ha collaborato col Museo Civico Polironiano di San Benedetto Po con indagini sui lavori agricoli del passato, e si interessa di alcuni nuovi fenomeni legati alla comparsa di macchine a motore.
Ha collaborato tra il 1986-87 al quaderno N.2 e N.3 di Studi di cultura materiale del Museo civico polironiano di San Benedetto Po. 
Altre pubblicazioni:
- C. Benfatti, La maialatura, ne La rasdora 2007, Agenda Mantovana, Edizioni Sometti, Mantova 2006, pp. 21-34.
- C. Benfatti, Le bügandére ne La rasdora 2008, Agenda Mantovana, Edizioni Sometti, Mantova 2008.
- C. Benfatti, La navigazione turistica: intervista al capitano Negrini, ne Gli uomini del fiume. Fatti e racconti del Po, vol.I, edizioni Sometti, Mantova 2009, pp. 13-29.

## Elaborazioni fantastiche
Un'altra attività che l'autore coltiva è la reinvenzione letteraria di fatti o eventi del passato recente, quasi sempre legati al mondo della campagna.
- C. Benfatti, Eros in Padania, Poggiorusco, giugno 1994.
- C. Benfatti, Immaginario Podiense, prima edizione con disegni di Marco Bertolasi, ed. Sometti, Mantova 2015.

## Una biografia e un lavoro teatrale
- C. Benfatti, L'inedito don Ugo, collana La fontana del villaggio, n. 26, supplemento a Famiglia Parrocchiale, nn. 7-8-9, Poggiorusco 1996.
- C. Benfatti, Volo Herring, performance teatrale in commemorazione del cinquantesimo lancio di guerra su Dragoncello, aprile 1995.

## Articoli giornalistici
- 1943-2013, 70 dall'Armistizio, in Gazzetta di Mantova, 8 settembre 2013, p. 47.
- Aldriga, ricordando i militari fucilati dai tedeschi, in Gazzetta di Mantova, 17 settembre 2013, p. 25.
- Il generale Gonzaga che non si arrese mai, in Gazzetta di Mantova, 10 ottobre 2013, p. 26.
- La battaglia del riscatto, in Cronaca di Mantova, 24 gennaio 2014, p. 15.
- La lotta partigiana. Dalla Resistenza alla Liberazione. Così i mantovani sconfissero i nazisti, in Gazzetta di Mantova, 17 dicembre 2015, p. 35.